# Adam Christoph Jacobi

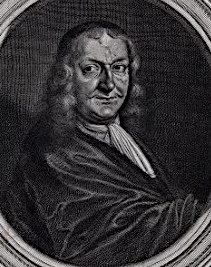
Adam Christoph Jacobi

Adam Christoph Jacobi (* 7. November 1638 in Gundorf; † 14. November 1689 in Leipzig) war ein deutscher Jurist.

## Leben
Adam Christoph Jacobi wurde als Sohn des Pastors und Magisters in Gundorf Jonas Jacobi (* 12. September 1594 in Gundorf; † 6. Januar 1673 ebenda) und dessen Ehefrau Maria Elisabeth geb. Krumpe (9. Mai 1604 (Taufe) in Lützen; † unbekannt), Tochter des Lützener Bürgermeisters Christoph Krumpe, geboren. Adam Christoph hatte noch neun Geschwister, u. a.:
- Gottfried Jacobi (* 24. Oktober 1634 in Gundorf; † 30. März 1718 ebenda), ebenfalls Pastor zu Gundorf, wurde erst 1659 Substitut seines Vaters und übernahm das Amt von seinem Vater, wie bereits sein Vater

Adam Christoph Jacobi wurde bis 1651 zu Hause von seinem Vater sowie von dem Hauslehrer Magister Johann Eck erzogen; anschließend ging er nach Leipzig an die dortige St.-Thomas-Schule, wo er von Georg Schmied sowie dem späteren Rektor der Dresdner Kreuzschule Johann August Egenolf (1632–1688) unterrichtet wurde. Danach ging er kurzzeitig an das Gymnasium Rutheneum nach Gera, kehrte aber 1653 wieder nach Leipzig zurück, um an der Leipziger Universität ein Studium der Philosophie bei Hieronymus Kromayer, Christian Friedrich Franckenstein und Jakob Thomasius aufzunehmen.
Nach einer Entscheidung des kursächsischen Rates der juristischen Fakultät Friedrich Kühlewein, auch Bürgermeister der Stadt Leipzig, durfte Adam Christoph Jacobi schließlich auch ein Studium der Rechtswissenschaften antreten. Seine Lehrer waren Gustav Adolph Husan, Quirinus Schacher und Heinrich Volckmar sowie  Georg Tobias Schwendendörffer, Franz Romanus und Bartholomäus Leonhard von Schwendendörffer. Die juristische Praxis lernte er beim damaligen kursächsischen Geheimrat und Kanzler zu Merseburg Johann Christoph Marci, bei Johann Philippi sowie bei seinem Vetter Johann Balthasar Krumpe. Er beendete sein Studium in Leipzig im Juni 1659 als Rechtskandidat und lernte danach weiter in verschiedenen Kanzleien bis 1661.
1661 berief der Stadtrat zu Dresden Adam Christoph Jacobi am 26. Oktober zum Stadtschreiber. Aufgrund seiner Rechtskenntnisse wurde er nach kurzer Zeit auch mit den privaten Geschäften der Geheimräte von Friesen betraut. So war er in die komplizierten Gräflich-Solmschen sowie Stolbergischen Rechtsprozesse seiner Zeit involviert.
1666 wurde Adam Christoph Jacobi als Senator zu einem der Dresdner Ratsherren gewählt. Ebenfalls 1668 wurde er von Kurfürst Johann Georg II. zum Armenadvokat am Dresdner Appellationsgericht berufen. 1671 quittierte er seine Stelle als Stadtschreiber und promovierte an der Universität Wittenberg zum Doktor der Rechtswissenschaften. Im gleichen Jahr wurde er zum Assessor am Oberkonsistorium Dresden berufen, wo er 1673 zum kurfürstlich-sächsischen Appellationsrat und später zum sogenannten Ältesten Oberkonsistorialrat bestellt wurde. Schließlich wurde er 1677 vom Stadtrat zu Dresden auch zum Stadtsyndikus ernannt. Im gleichen Jahr wurde er zudem vom sächsischen Kurfürsten zum Kirchenrat bestellt. 1684 erhob ihn der Kurfürst in den Rang eines Geheimrates.
Adam Christoph Jacobi war Rittergutsbesitzer auf Gröbern bei Niederau sowie von Zscheila und Niederfehra bei Meißen. Er stiftete in Gröbern allein aus seinen finanziellen Zuwendungen eine neue Kirche.
Unmittelbar nach der Hochzeit seines ältesten Sohnes Christian Benjamin Jacobi am 12. November 1689 in Leipzig erlitt Adam Christoph Jacobi einen Schlaganfall, an dem er zwei Tage später verstarb.

## Ehe und Nachkommen
Adam Christoph Jacobi heiratete am 16. November 1663 Maria Gertrud geb. Börner (1645–1711). Sie war die Tochter des Dresdner Rechtskonsulenten und Stadtsyndikus Georg Börner (1595–1676). Gemeinsam hatten sie fünfzehn Kinder. Darunter waren die Söhne:
- Christian Benjamin Jacobi (* 1665 in Dresden; † 17./18. August 1706 in Leipzig), wurde Doktor beider Rechte, Rechtsanwalt am kursächsischen Oberhofgericht, dem geistlichen Konsistorium zu Leipzig sowie Beisitzer des Landgerichts in der Markgrafschaft Niederlausitz, später Ratsherr und Stadtrichter in Leipzig; er heiratete die Tochter des Leipziger Ratsherren Johann Sieber, Rittergutsbesitzer auf Plaußig;
- Carl Christoph Jacobi, studierte Rechtswissenschaften und war zum Zeitpunkt des Ablebens seines Vaters Rechtskandidat;
- Heinrich August Jacobi, besuchte zusammen mit seinem Bruder Johann Adam Jacobi beim Ableben seines Vaters die Schule in Bischofswerda;
- Johann Adam Jacobi (* 7. November 1638 in Gundorf; † 14. November 1689 in Leipzig), sächsischer Rechtsgelehrter und Jurist, unter anderem als kurfürstlich-sächsischer Appellations- und Oberkonsistorialrat sowie Ratsherr und Stadtsyndikus von Dresden, zuletzt im Rang und mit Titeln eines Kirchen- und Geheimrates. Er war außerdem Rittergutsbesitzer auf Gröbern bei Niederau sowie von Zscheila und Niederfehra bei Meißen;
- Friedrich Ludwig Jacobi;
- die weiteren Söhne Georg Gottlieb Jacobi sowie Martin Friedrich Jacobi starben vor dem Vater noch im Kindesalter;

sowie folgende Töchter:
- Marie Sophie geb. Jacobi (* 1665 in Dresden; † 1711). Sie heiratete am 8. November 1684 in Dresden Johann Heinrich von Berger (1657–1732), Professor an der Universität Wittenberg sowie Schöffe am kursächsischen Hofgericht, an der Juristen-Fakultät sowie Beisitzer am Landgericht in der Markgrafschaft Niederlausitz;
- Johanna Elisabeth geb. Jacobi. Sie heiratete Jacob Friedrich Schilling (1660–1742) aus der gleichnamigen Adelsfamilie, anfangs Rechtsanwalt in Dresden, später Mitglied des Oberkonsistoriums mit den Titeln eines Oberkonsistorial- und Oberrechnungsrates;
- Magdalena Gertraude Jacobi (* 1669; † vor 1705), verheiratet mit Johann Christian Schwarzbach (* 14. Dezember 1656 in Reichenau bei Zittau; † 23. Oktober 1734 in Dresden), Dresdner Bürgermeister im Zeitraum von 1719 bis 1732;
- Christiane Dorothea Jacobi;
- Christine Margarethe Jacobi,
- Rachel Eleonore Jacobi. Sie heiratete später den  königlich-polnischen und kurfürstlich-sächsischen Hof- und Justizrat Gottfried Benedikt Kresse (1665–1727). Ein Enkel von ihr war der Dresdner Bürgermeister Friedrich Benedict Sigismund Seyfried (1727–1786);
- Henriette Hedwig Jacobi, verheiratet mit dem Dresdner Ratsherrn David Heinrich Rüdiger (* Oktober 1667 in Freiberg; † 7. Januar 1713 in Dresden);
- Charlotte Jacobi.

## Schriften (Auswahl)
- Johann Philippi; Adam Christoph Jacobi: Conclusiones juridicae ex societatis materia desumptae. Leipzig, Univ., Diss., 1659.
- Nicolaus Creusel; Adam Christoph Jacobi; Universität Leipzig: Gratia Dei Optimi Maximi Et Inclutae Facultatis Iuridicae Concensu De Compensatione, Publice disputabunt Praeses Nicolaus Creusel, Phil. & I.U.D. Et Adam-Christophorus Jacobi, Martisburgensis Iur. Cand. Respondens Ad diem 28. Augusti In Collegio Iuris Consultorum. Leipzig Lipsiae Michaelis 1660.
- Nicolaus Creusel; Adam Christoph Jacobi: Disputatio De compensatione. Lipsiae, 1660.
- Christoph Bulaeus; Johann Samuel Adami; C. B. Berlichius; Jacob Beutel; Johannes Bohemus; Laurentius Calertus; Johann August Egenolf; Fr. Georg; Georg Gerlach; Johann Sigismund Gerlach; Adam Christoph Jacobi; Christine Jünger; Christoph Jünger; Andreas Kraut; David Schirmer; Isaac Starck; Gabriel Tzschimmer: Trost der Jünger Christi/ Aus dem kräfftigen Macht-Spruch Gottes/ Esa. 41. 10: Fürchte dich nicht/ denn Ich bin dein Gott/ Bey Volckreicher Leichbegängnüß Der Fr. Christinen Jüngerin/ Gebohrner Beuchlin/ von Meissen/ Des Herrn Francisci Jüngers Gewesener Eheliebsten/ Welche im 35sten Jahr ihres Alters am heil. Christ-Abend Anno 1662. diese Welt gesegnet am Sontage nach dem Neuen Jahr/ oder 4. Januarii, des folgenden 1663sten Jahres/ in der S. Sophien-Kirche zu Dreßden vorgetragen. Dresden Bergen 1663.
- Werner Theodor Martini; Adam Christoph Jacobi: Oratio solennis de nobilitate quae literis acquiritur. Wittebergae, 1671.
- Werner Theodor Martini; Adam Christoph Jacobi: Disputatio inauguralis de auxilio restitutionis in integrum, sexui foeminino de iure communi et saxonico competente Wittenbergae, M. Henckel 1671.
- Werner Theodor Martini; Adam Christoph Jacobi; Henckel, Matthäus: Disputatio inauguralis De auxilio restitutionis in integrum, sexui foeminino, de jure communi et saxonico competente, quam in celeberrima Wittebergensi academia, sub præsidio dn. Werneri Theodori Martini pro licentia summos in utroque jure honores consequendi, die 30. Martii 1671. publicè ventilandam exhibet Adam-Christophorus Jacobi Martisburg. In auditorio majori horis matutinis & pomeridianis. Wittenberg: Typis Matthæi Henckelii, acad. typogr. 1671.
- Johann Adam Schertzer; Godofredus Beringer; Christoph Bulaeus; Karl von Friesen; Martin Geier; Adam Christoph Jacobi; Friedrich Rappolt; Adam Rechenberg: Sana in Theologia Curiositas, a Gallionismo & Syncretismo Seculi Vindicata. Leipzig Lipsiae Wittigau 1672.
- Martin Jampert; Dechand Seniori und andern Canonici des Hochlöblichen Dom-Capituls zur Naumburg Domprobst; Ludwig Gebhardt von Hoym; Adam Christoph Jacobi; Georgius Lehmann; Georgius Moebius; Friedrich Rappolt; Veit Ludwig von Seckendorff: Das schändliche Götzen-Bild zeitlicher Ehre und Geld-Geitzes/ sam[m]t dessen schweren Gebrechen/ heilsamen Cura und Seelen-Diaet mit lebendigen Farben entworffen: Aus Gottes heilsamen Worte und dem Exempel der Kinder Zebedaei praesentiret/ wie auch mit wohlgegründeten Bericht/ denckwürdigen Historien und Politischen Zeugnissen mit Fleiß zusammen gebracht/ Vormahl in der HochFürstlichen Sächß. Schloß-Kirchen zur Moritzburgk an der Elster bey der Bischöfflichen Naumburgischen alten Residentz-Stadt Zeitz/ in einer Predigt kürtzlich gezeiget/ hernachmahl zur Ehre Gottes und Warnung wegen vorstehenden Jüngsten Gerichtes auff Begehren vermehret und zum Druck ausgefertiget. Leipzig Wittigau 1673.
- Theodor Dassovius; Karl von Friesen; Martin Geier; Christoph Bulaeus; Gottfried Berringer, der Ältere; Adam Christoph Jacobi; Matthäus Henckel: Theodori Dassovii Sôd teḥiyyat ham-mētîm S. Diatribe, Qua Judæorum De Resurrectione Mortuorum Sententia, Ex Plurimis, Iisqve Magnæ Apud Illos Autoritatis Rabbinis, Tam Veteribus, Qvam Recentioribus Copiose Explicatur, Examinatur, Et Illustratur Cum Indice Summorum Capitum, Autorum Rabbinicorum, Et Dictorum Scripturae Allegatorum. Wittebergæ Typis Matthhæi Henckelii, Acad. Typogr. Anno MDCLXXV (1675).
- Balthasar Benjamin Graupitz; Adam Christoph Jacobi: Supremum Officium, Beatis Manibus, Meritis Et Tumulo Amplissimi, Consultissimi & Excellentissimi Viri, Dn. Balthasaris Benjamin Graupizii, in Strauch & Hirschfeld d. XXVII. m. Decembris anni M DC LXXV. improvisâ & celeri, beatâ tamen morte defuncti, Ipsô die Exequiarum, qui erat X. m. Januarij, Anni M DC LXXVI. Dresdae persolutum. Dresdae: Baumann, 1676.
- Andreas Kühn; Samuel Hundius; Adam Christoph Jacobi; Veit Ludwig von Seckendorff; Johann Thomae; Anton Weck: Discretus Catholicus Autocatacritus Das ist: Der so wenig warhafte als sincere gegen das Pabsthum gesin[n]te/ aus seinen Schrifften anders convincirte Discret-Catholische/ Oder Erweiß/ Das der Autor, so sich den Verum Sincerum & Discretum Catholicum nennet/ in seinen Anno 1666. edirten Tractatu oder Discursu von heutigen Zustand des Religions-Wesens in der Welt/ so wohl dessen Anno 1673. erfolgten Extract. So auffrichtig als er sich wohl rühmet/ Päbstisch-Catholisch nicht sey/ sondern der Röm. Kirchen in vielen Articuln praeiudicire. Annaberg, St. Annaberg Nicolai 1677
- Johannes Schedius; Karl von Friesen; Martin Geier; Christoph Bulaeus; Adam Christoph Jacobi; Matthäus Henckel: Areopagus, id est Vetustissimum Athenarum & totius Græciæ tribunal. Wittenbergae Henckel 1677
- Salomon Stepner; Godof Berringer; Christoph Bulaeus; Carolus a Friesen; Martinus Geierus; Adamus Christophorus Jacobi; Johann Adam Schertzer: De Sacris Christianorum Publicis pariter & Privatis Tractatus Historico-Theolog.: In quo docetur Ubi, Quando, Quomodo Sacra Cultus Divini Exercitia inde usqe ab ipsis Ecclesiae N. T. Incunabulis peracta fuerint & hodienum peraguntur. Permissu Summe Rev. Fac. Theol. In Alma Lipsiensi. Leipzig Lipsiae Bauerus Lipsiae Russwormius 1677.
- Georg Gerlach; Adam Christoph Jacobi; Johann Georg Nicolai; Gabriel Tzschimmer; Johann Sigismund Gerlachius; Jeremias Deutschmann; Melchior Kittelius; Johann Peißker; Gothofriedus Gerlach; Christian Schroedter: M. Georgii Gerlachs/ Poet. Caes. & Past. Leubenicensis prope Dresdam Des von Geistlichen Edelgesteinen zubereiteten Sonn- und Festtäglichen Seelen-Schmucks Theil 2. Von Ostern/ biß zu Ende des Kirchen-Jahres. Wittenberg Schrödter 1678.
- Johannes Christophorus Fugmann; Adam Christoph Jacobi; Martin Geier; Karl von Friesen; Johann Andreas Lucius; Johann Georg Nicolai: Vetus Et Nova Philosophia Moralis Opusculum Humanarum Literarum Cultoribus haud forte iniucundum. Wittebergae Wilckius Wittenberg 1678.
- Johann Sigismund Gerlach; Karl von Friesen; Martin Geier; Johann Andreas Lucius; Adam Christoph Jacobi; Johann Georg Nicolai: Weynacht Hertz und Schmertz Aus Der tröstlichen Weynacht-Historia Luc. II. vers. 10–20. 33–40. in Drey Weynacht-Predigten Der Gemeine Gottes/ Bey Der Chur-Fürstl. Sächß. Stadt Großen-Hayn/ 1676. Vorgetragen. Dresden Mieth Großenhain Hayn Kramer 1678.
- Georg Tobias Alberti; Adam Christoph Jacobi: Forum Graecorum cum delibationibus iuris viro illustri atque excellentissimo Adamo Christophoro Iacobi magni niminis iureconsulto consecratum a G. Tobia Alberti D. 1680–1690.
- Juraj Lańi; Carl von Friesen; Nicolaus von Gersdorf; Wolf Caspar Martini; Adam Christoph Jacobi; Johann Georg Nicolai; Joachim Feller; Valentin Alberti; E. A. Sohn; Johann Michael Rußworm; Justinus Brand: M. Georgii Lani Exulis Hermathena Sive Orationes Panegyricae Diversi Argumenti Utpote 1. de Cometa nuper viso: 2. De Mysterio SS. Trinitatis Ethnicis olim noto. 3. De Duello Herculis Germanici & Monstri Romani, h.e. B. Lutheri & Papae, 4. De Peregrinationis utilitate. 5. De Scholarum publicarum praestantia. 6. De Martyrio. 7. De Exilio, 8. De Morte, & 9. De Origine ac Causis Pestilentiae; Cum Notis Rhetoricis Et Philologicus Ex Variarum Disciplinarum penu depromptis, Omniumque Facultatum Studiosis perquam utilibus. Leipzig Lipsiae Brandius Lipsiae Rußworm 1682.
- Ernst Stockmann; Heinrich von Bülow; Christoph Herbst; David Hommel; Adam Christoph Jacobi; Friedrich von Kospot; Johann Mogken; Bernhard Plug: M. Ernst Stockmanns Lob des Stadtlebens/ in Alexandrinischen Versen : auff Begehr/ kürtzlich entworffe. Jena Jena Bielcke 1683.
- Christianus Kortholtus; Adam-Christoph Jacobi: Christiani Kortholti, S. Theol. D. & Prof. Prim. De Processu Disputandi Papistico Tractatus: Quo iniqua Romanae Ecclesiae Doctorum cum Protestantibus de controversiis Theologicis disceptandi ratio, praesertim vero Circulus, quem illi probando committunt, expenditur. Kiloni: Reumannus; Kiel 1686.
- Sebastian-Gottfried Petzsch; Adam Christoph Jacobi: Donner-Schlag und Feuer-Schaden Aus dem Propheten Amos cap. 7. vers. 4. 5. 6. in Der Kirchen zu Zscheyla/ Nachdem bey den dahin Eingepfarrten vorher zu unterschiedlichen mahlen/ und letztens am nächsten 8. Augusti durch ein Donner-Wetter Feuers-Brunst entstandenen/ am folgenden XIII. Sontag nach Trinit. in Einer einfältigen Predigt vorgestellet. Meissen Günther Halle, Saale Universitäts- und Landesbibliothek Sachsen-Anhalt Meißen 1687.
- Christoph Heinrich Petsch; Adam Christoph Jacobi: Die Jacobische Gemüths-Zufriedenheit/ Aus dem LXII. Psalm v. 2. 3. Meine Seele ist stille zu Gott/ der mir etc. : Dem Herrn D. Adam Christoph Jacobi, Auff Gräbern/ Jessen Gerichts-Herrn/ Sr. Chur-Fürstlichen Durchlauchtigkeit zu Sachsen/ Hochbestalten Kirchen-Appellation- und Ober-Consistorial-Rathe Zu schuldigsten Nachruhm. Dresden Günther Dresden Riedel 1689.
- Lessus Funebris In Exequiis Viri Magnifici, Nobilissimi Ac Consultissimi, Domini Adami Christophori Jacobi, ICti, Serenissimi Ac Potentissimi Electoris Saxoniae In Supremo Appellationum, Item Proto-Synedrii Iudicio, Consiliarii, Nec Non Reipublicae Dresdensis Syndici: D. XXIV. Novembr. A.O.R. MDCLXXXIX. Dictus a Ministerio Dresdensi. Dresdae: Riedelius, 1689.
- Johann Bechtold; Andreas Christoph Rösener; Adam Christoph Jacobi; Bartholomäus Leonhard Schwendendörffer; Jakob Born; Friedrich Lanckischens Erben; Christian Scholvien: Loci Communes, sive Materiarum Et Rubricarum Juris Universi Sylloge Una cum Autorum passim allegatorum copiosissimo Indice. Lipsiæ Excudebat Friderici Lanckisii Excudebat Christian Scholvin 1689.
- In Dn. Adami Christophori Jacobi, ICti. Graebernae & Aliarum Possessionum Domini, In Aula Elect. Saxon. Consil. Eminentis. Civ. Dresdensis Synd. Meritis. Lipsiae XIV. Nov. M.DC.LXXXIX. Beate Defuncti Effigiem. Dresden: Literis Riedelianis, 1689.
- Christfried Wächtler; Adam Christoph Jacobi: Viro summo D.D. Adamo Christophori Jacobi JC. sacrum. Dresden Riedel 1689.
- Adam Christoph Jacobi; Jonas Gelenius; Johann Valentin Merbitz: Monumentum Supremi Honoris Ac Perennis Memoriae Sacris Manibus Viri Adami Christophori Jacobi, Iureconsulti Eminentissimi, Toparchae In Gräbern, Jeßen In Medio Decorum Suorum Cursu Ut Inopina Ac Praematura, Ita Toti Patriae Luctuosa Et Acerba Morte Praerepti, Non Sine Ingenti Moerore Ac Incredibili Tantarum Virtutum Desiderio: Erectum a Collegio Scholastico Dresdensi. Dresdae: Stanno Mathesiano, 1689.
- Sebastian-Gottfried Petsch; Adam Christoph Jacobi: Der rechten Jacobiten Wahre Gottes-Gelassenheit: Welche der Prophet David/ Ps. 62. v. 2. 3. beschrieben/ Und an dem Herrn D. Adam Christoph Jacobi, Auff Zscheyla/ Gröbern Erb-Herrn/ Chur-Fürstlichen Sächß. Hochbestallten Appellation- und Ober-Consistorial-Rathe Welcher Am 14. Nov. des 1689. Jahres in Leipzig der Seelen nach/ in die Hand Gottes auffgenommen/ der Leib aber zu Gröbern zur Ruhe-Stätte gebracht worden In einer einfältigen Predigt/ vorgestellet hat M. Sebastian-Gottfried Petsch/ Pfarr daselbst. Dresden: Günther 1689.
- Siste Gradum Viator, Et Lege. Hic Ordo Rerum Est, Nascimur, Denascimur, Floremus, Interimus, Ut Fatum Tulit, Nec Aeviternum Est, Quicquid Exortum Semel. Qua Praereptus Lege, Hic Sibi Vendicat Quietem, Adam Christoph Jacobi, ICtus. Dresdae: Riedelius, 1689.
- Georg Tobias Alberti; Adam Christoph Jacobi: Monumentum illustris atque excellentissimi viri Adami Christophori Iacobi memoriae sacrum. Vitembergae, 1689.
- Caspar Fiedler; Samuel Benedict Carpzov; Adam Christoph Jacobi; Johann Ernst von Knoche; Erhardus Lindner; Johann Georg Nicolai; Philipp Jacob Spener: Der Erleuchtete Catechismus-Prediger; Oder Kurtze Anleitung/ Welcher gestalt der güldene Catechismus Lutheri zu eigner Hauß-Andacht; heilsamer Kinder-Lehre in Kirchen und Schulen; nützlichen und in mancherley Lehr-Arten bestehenden Predigten kan angewendet und gebrauchet werden. Leipzig Fromann 1689
- Samuel Benedikt Carpzov; Johannes Ludwig Nicolai; Adam Christoph Jacobi: Des weiland Hoch-Edlen, Vesten und Hochgelahrten, Herrn Adam Christoph Jacobi, Hochberühmten ICti, auff Gràbern, Zscheyla, Niederfehra etc. Rechtliches Bedencken von der wahren Christen-Stärcke : Nachdem Derselbige am 14. Novembr. 1689 zu Leipzig nach hingelegten 51. Jahr seines Alters, der Zeitligkeit entrissen, Und darauff den 17. Eiusdem in sein neuerbautes Erb-Be-Gräbnüs zu Gräbern beygesetzet worden, Bey Leichen-Begängnüß zu Dreßden in der Kirche zur L. Frauen am 24. Novembr. selbigen Jahres, aus Psalm. LXII. v. 1. 2. erkläret. Dresden, 1689.

## Litaertur
- Albert Teichmann: Jacobi, Adam Christoph. In: Allgemeine Deutsche Biographie (ADB). Band 13, Duncker & Humblot, Leipzig 1881, S. 570.